# Brzeziny Małe
Brzeziny Małe – część miasta Częstochowy należąca do dzielnicy Błeszno. Położona między Brzezinami Wielkimi a Wypalankami.
Do Częstochowy miejscowość została włączona 1 stycznia 1977 roku. Przedtem była to wieś należąca do gminy Poczesna.